# Thalebra
Thalebra ist ein Ortsteil der Kreisstadt Sondershausen im Kyffhäuserkreis in Thüringen.

## Geografie und Verkehr
Thalebra liegt etwa zehn Kilometer südwestlich von Sondershausen am Fuße der Hainleite in einem Talkessel. Der Ort wird von einem kleinen Bach, dem Sumpfbach, durchflossen, der westlich davon aus Wiesenquellen entspringt. Nördlich grenzt Thalebra an die Bundesstraße 249 sowie an die Hohenebra-Ebelebener Eisenbahn. Östlich des Dorfes befindet sich die Bahnstrecke Nordhausen–Erfurt. Der Ort verfügt über mehrere kleine Gewässer/Teiche und besitzt einen Gutspark. Seit 2011 durchquert der Unstrut-Werra-Radweg den Ort.

### Geologie
Eine Flurstücksbezeichnung von Thalebra in der Nähe der Kirschleite (Wäldchen südwestlich vom Ort) trägt den Namen „Am Schacht“. Hier wurden 1791 ein Alaunwerk und Vitriolbergwerk angelegt. Der Abbau erfolgte nur über einen kurzen Zeitraum. Genaueres ist aber nicht bekannt.

### Nachbarorte
Schernberg, Hohenebra, Bellstedt, Gundersleben, Rockstedt

## Geschichte

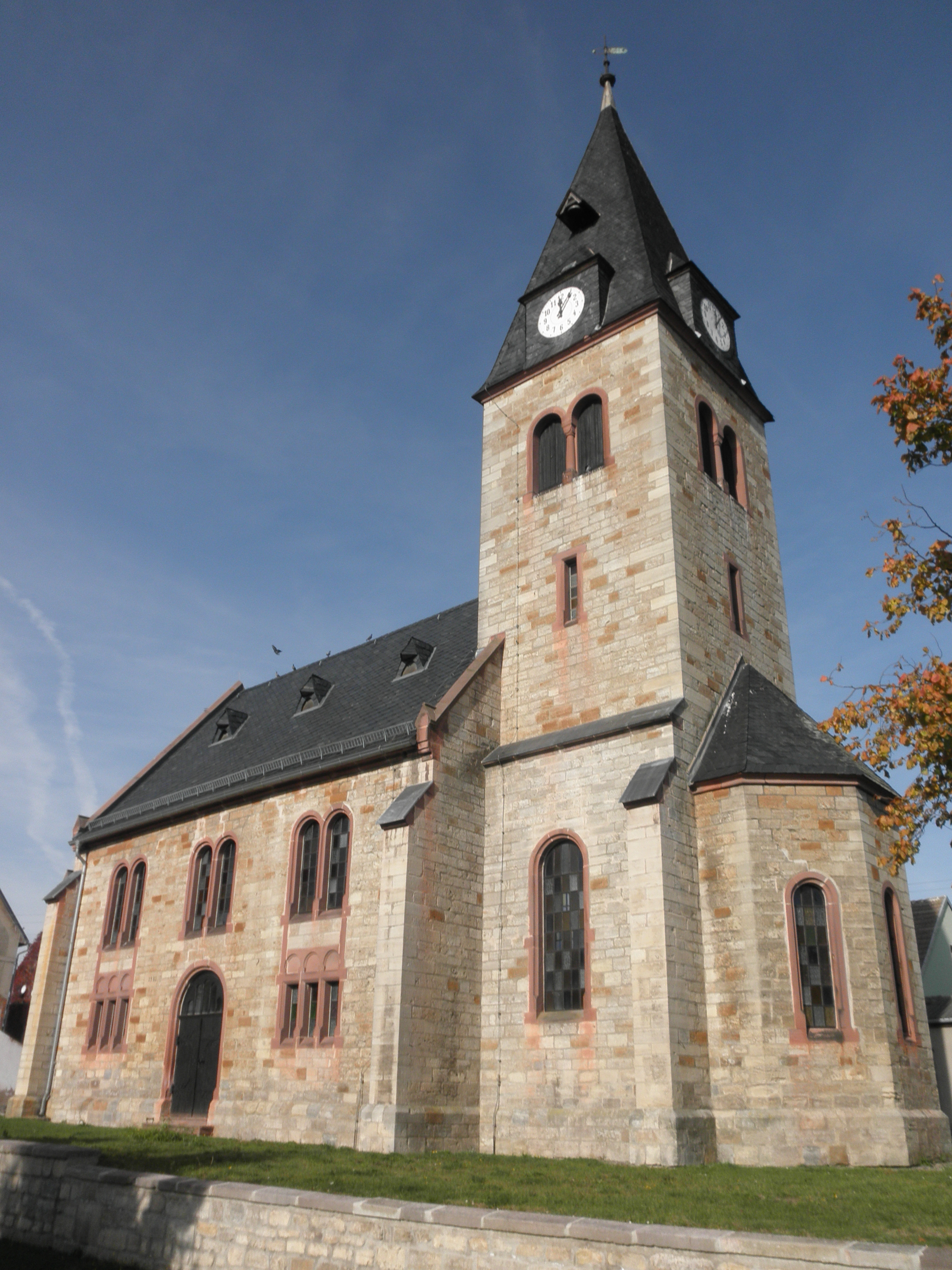
St. Crucis von 1903

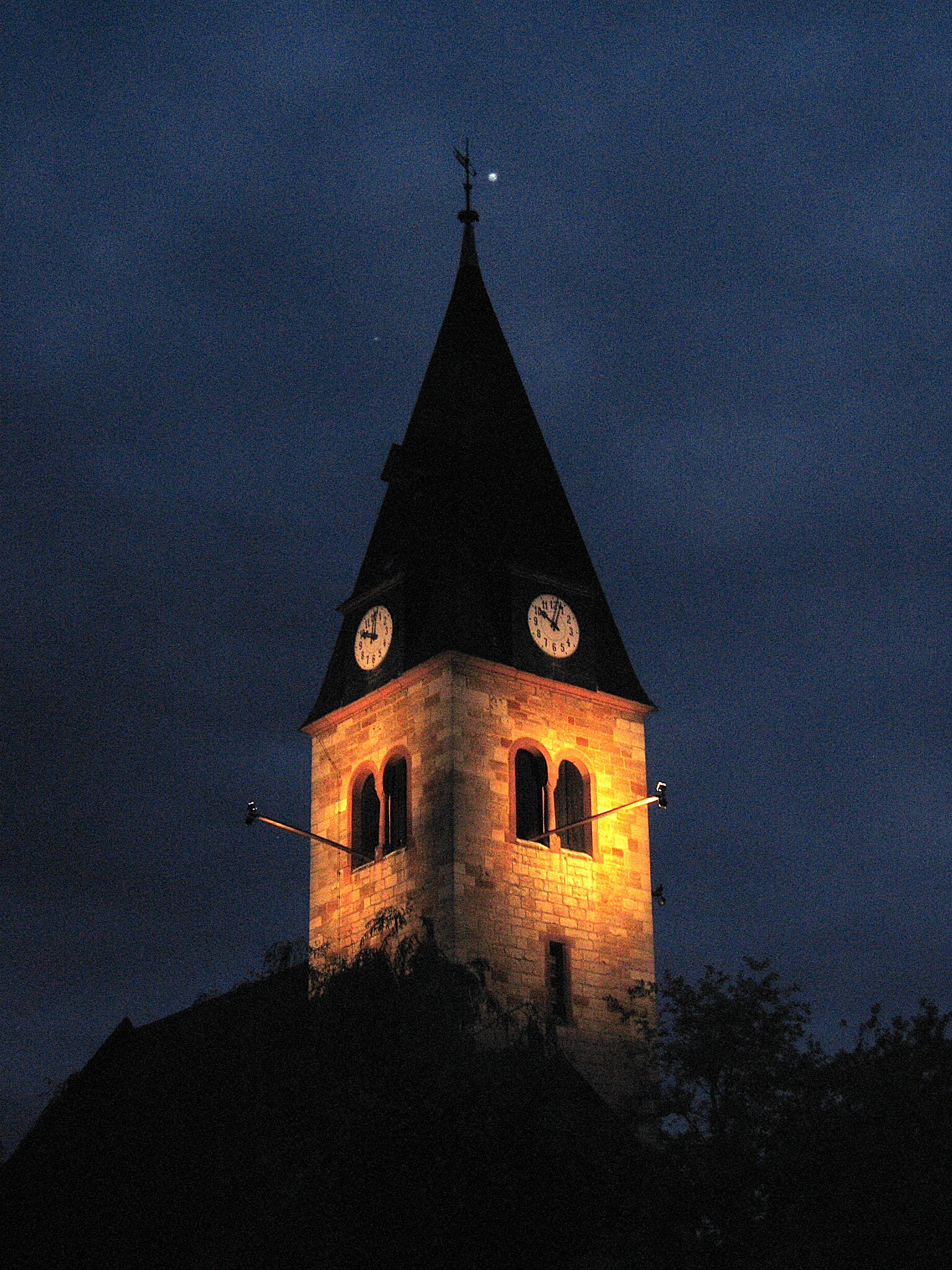
St. Crucis bei Nacht

Die erste urkundliche Erwähnung der Ortschaft Thalebra geht auf das Jahr 1080 zurück.
Urkundliche Namensformen sind: Everha / Evera parva / Ebera / Ebra inferio (1080), Tal-Ebra (1402), Taeldra (1467), Talebra (1483) und Tallebra (1496) daraus entstand „Thalebra“.
1075 führte König Heinrich IV. den später als Sachsenkrieg bezeichneten Feldzug gegen die aufständischen Thüringer und Sachsen. Der spätere Kaiser hatte mit seinen Truppen ein Feldlager bei einem Ort „Spira“ errichtet, die Krieger der Sachsen und Thüringer lagerten bei „Everha“.

### Hessenweg
Der „Hessenweg“ ist eine alte Handelsstraße, die von Kassel durch das Eichsfeld bis Erfurt führte. Schon vor dem Dreißigjährigen Krieg hatte diese Straße bereits eine strategische Bedeutung als Heerweg. Die kaiserlichen Kriegshorden Wallensteins und ihres Gegners Gustav Adolfs plünderten die Dörfer und verbreiteten Angst und Schrecken. Auch der Siebenjährige Krieg hinterließ in dieser Gegend seine grausigen Spuren, als das Freibataillon „von Wunsch“ in Ebeleben Quartier machte. Heute ist der Hessenweg nur noch ein unbedeutender Feldweg, zwischen den Dörfern Thalebra und Bellstedt bildet er die Flurgrenze. Im Jahre 1957 wurde in der Flur „Rockstedter Berg“ – unweit des Hessenweges ein etwa 3000 Jahre altes Bronzedepot gefunden. Es setzt sich aus einem Schwert, einem so genannten Pfahlbaumesser, zwei Lanzenspitzen und einem kleinen Ring zusammen. Alle Gegenstände waren in kleine Stücke zerbrochen. Diese Fundstücke wurden im Museum für Ur- und Frühgeschichte Thüringens in Weimar restauriert.

### Wüstung Küllstedt
Im Gebiet von Thalebra lag eine aufgegebene Ortschaft Küllstedt – etwa hundert Meter südlich von Thalebra befindet sich das heutige Flurstück „Küllstedter Grund“.

### Neuzeit

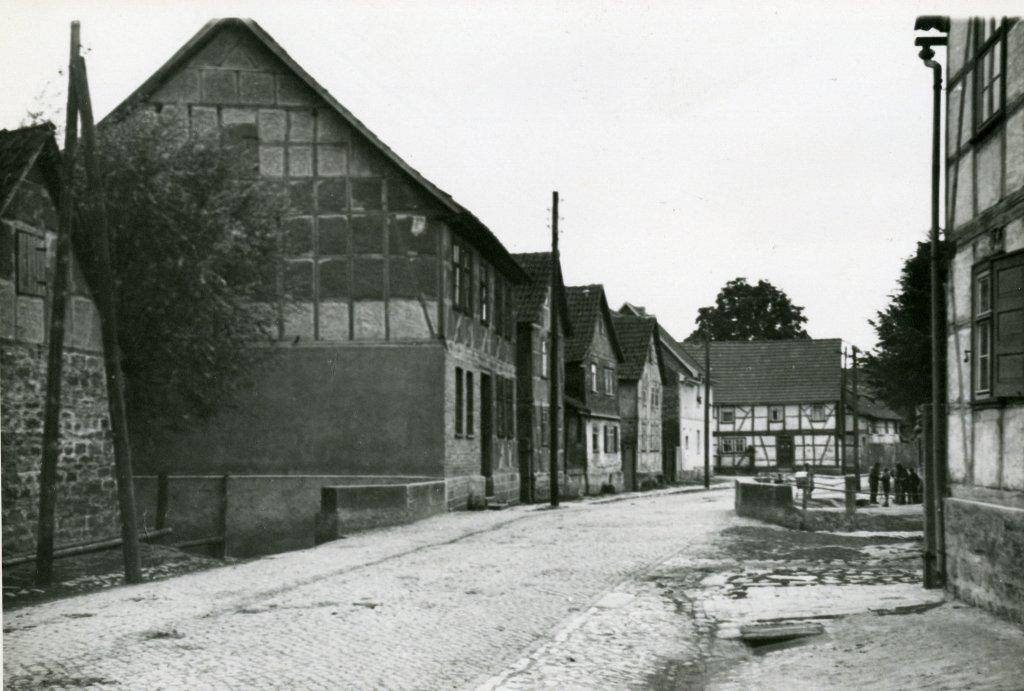
Dorfansicht um 1935

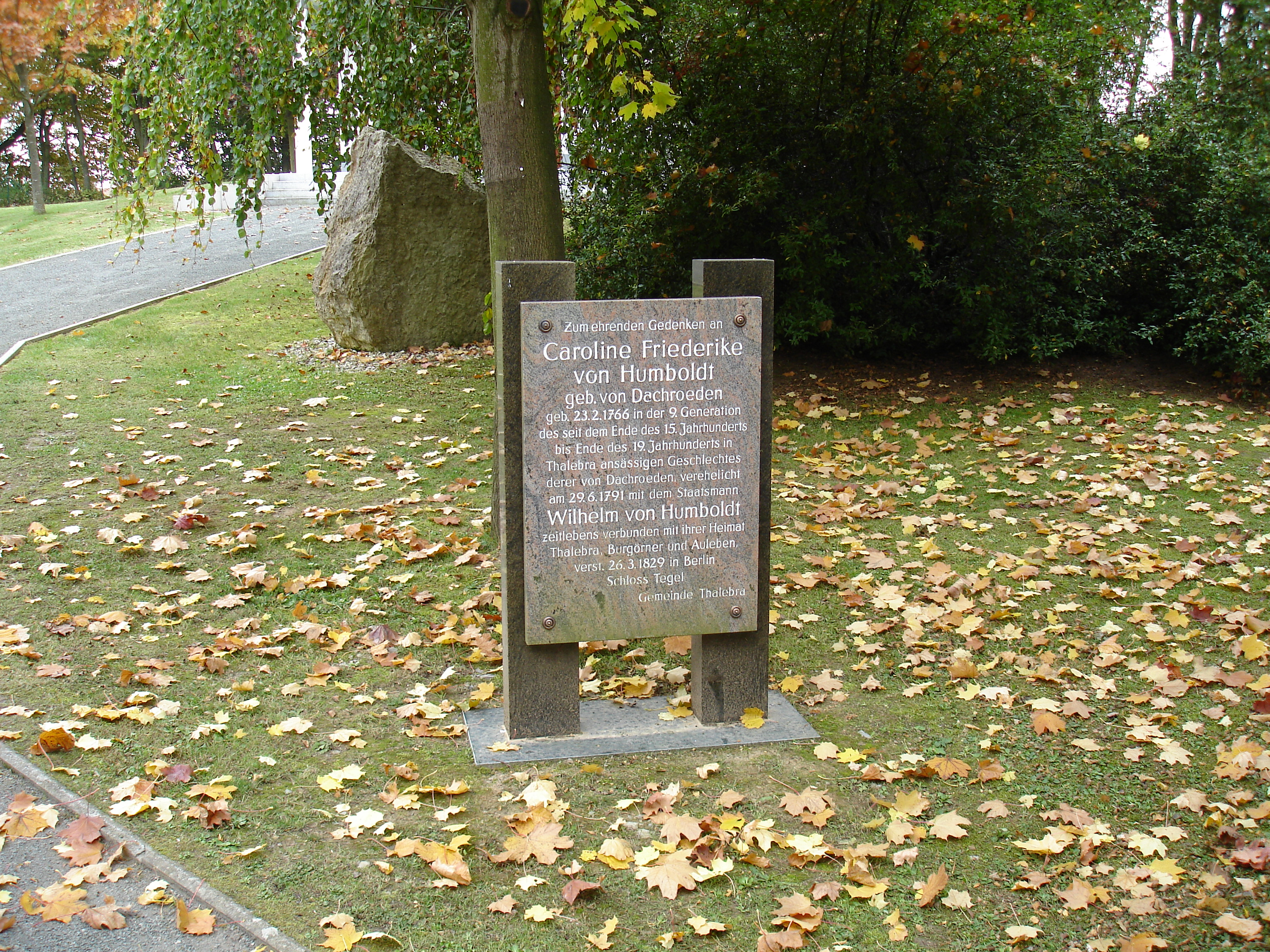
Gedenkstein Caroline von Humboldt auf dem Friedhof in Thalebra

Im Deutschen Bauernkrieg (1524 bis 1526) sollen die Männer um Thomas Müntzer den Ort zerstört haben. Im Dreißigjährigen Krieg (1618 bis 1648) sind die Schweden nach der Schlacht bei Leipzig durch Thalebra gezogen. Im Jahr 1551 wütete die grausame Pest in der Gegend. Allein in der Stadt Sondershausen verstarben 840 Menschen.
Thalebra besaß früher mehrere kleinere Güter, welche teils adligen Familien und teils frommen Stiftungen, wie zum Beispiel den Klöstern Nordhausen und Kloster Jechaburg, gehörten. 1676 wurde zwischen den Grafen Christian Wilhelm und Anthon Günther mit Georg Christoph von Dachröden (Dacheröden) ein Kaufcontract über das Freuyguth zu Thalebra abgeschlossen. Bei der Familie von Dachröden handelt es sich um eine uradlige thüringische Familie mit dem Stammsitz „Dachrieden“ unweit von Mühlhausen in Thüringen gelegen. 1801 gelangte das Gut Thalebra an Caroline Friederike von Dacheröden und nach ihrem Tod 1829 an ihren Ehemann Wilhelm von Humboldt. Solange Wilhelm und Caroline von Humboldt lebten, sind sie mehrfach auf dem Gut Thalebra gewesen. Bis 1918 gehörte der Ort zur Unterherrschaft des Fürstentums Schwarzburg-Sondershausen.
Das Gut und vor allem die landwirtschaftlichen Nutzflächen wurden als Domäne bis zum Ende des Zweiten Weltkrieges weiter genutzt. Das große Herrenhaus/Gutswohnhaus wurde von der Roten Armee 1945 als Kommandantur verwendet, dann musste es auf deren Befehl abgerissen werden. Nur der mutige Einsatz des Bürgermeisters verhinderte die Zerstörung auch des geräumigen Kornlagerhauses. Das Dorf war mit Flüchtlingen aus den Ostgebieten überfüllt, die dringend Wohnraum brauchten. Die entschädigungslos enteigneten Ländereien wurden im Zuge der Bodenreform an Neubauern, Landarme, Kleinbauern und Land- und Industriearbeiter verteilt und später nach Kollektivierung in einer LPG bewirtschaftet.
Nach der Wiedervereinigung erkannte die damalige Ortsteilbürgermeisterin Karola Kirchner die historische Bedeutung des Gutes und suchte Kontakte zur Humboldtgesellschaft Göttingen. Da Caroline Friederike von Humboldt, geb. von Dacheröden, durch ihre große Freundschaft mit Goethe und Schiller und vor allem durch die Heirat mit Wilhelm von Humboldt in die deutsche Geschichte eingegangen ist, setzte die Gemeinde in Thalebra ihr zu Ehren eine Gedenktafel, die zugleich eine historische Erinnerung an die Familie von Dacheröden sein soll. Am 10. November 1998 wurde im Eingangsbereich des Friedhofes von Thalebra diese Gedenktafel gesetzt.

### Eingemeindungen
Im Land Thüringen wurde nach der politischen Wende gemäß der Thüringer Kommunalordnung vom 16. August 1993 die Zusammenlegung von kleinen Gemeinden zu Einheitsgemeinden oder Verwaltungsgemeinschaften angestrebt. Nachdem sich die Orte Großberndten, Hohenebra, Immenrode, Kleinberndten, Schernberg, Straußberg und Thalebra zur Verwaltungsgemeinschaft Schernberg zusammengeschlossen hatten, bildeten sie zum 1. Januar 1996 eine Einheitsgemeinde.
Somit war Thalebra seit dem 1. Januar 1996 ein Ortsteil der Gemeinde Schernberg. Seit dem 1. Dezember 2007 gehört der Ort zusammen mit Schernberg zu Sondershausen.

## Sehenswürdigkeiten
Die Kirche wurde 1903 anstelle eines mittelalterlichen Vorgängers gebaut.

## Persönlichkeiten des Ortes
- Am 4. Februar 1811 wurde in Thalebra Carl Gottlob Friedrich Warmuth[6] geboren († 1892). Carl Warmuth senior spielte als Hornist im Orchester Harz-Verein. Mit diesem wanderte er 1840 über Hamburg-Altona nach Oslo (Christiania) aus – um auch in Norwegen diese Musik zu verbreiten. Schnell erlangte er damit im Land großes Aufsehen und Beliebtheit, unter anderem auch am norwegischen Königshaus. In Oslo vertrieb er Musikinstrumente, komponierte auch selbst einzelne Musikstücke und gründete 1843 den nach ihm benannten Musikverlag, der später im Norsk Musikforlag aufging.
- Carl Wilhelm Gottfried Warmuth (* 27. Mai 1844 in Christiania; † 19. Juli 1895) führte die Geschäfte mit seinem Vater fort und erlangte in Norwegen große Berühmtheit. Zu den Geschäftspartnern zählten Namen wie Richard Wagner, Clara Schumann, Franz Liszt und Hans von Bülow. Carl Warmuth war eine herausragende Figur im norwegischen Musikleben, er unterstützte seine Heimatgemeinde beim Umbau der Kirche und Neuanschaffung der Orgel.[7]